# Filip Uremović
Filip Uremović (* 11. Februar 1997 in Požega) ist ein kroatischer Fußballspieler. Derzeit steht er in seiner Heimat bei Hajduk Split unter Vertrag.

## Karriere

### Verein

#### Anfangsjahre
Uremović begann seine fußballerische Karriere beim NK Papuk Velika, wo er bis 2013 tätig war. Anschließend wechselte er in die Jugend von Cibalia Vinkovci, bei denen er bereits im Mai 2014 einmal im Profikader der 2. HNL stand. Am 24. September 2014 (2. Runde) gab er im Alter von 17 Jahren sein Profidebüt für Cibalia, als er im Pokal zu einem Kurzeinsatz kam, indem er in der 88. Minute für Luka Kujundzija eingewechselt wurde. In der Liga stand er am 14. März 2015 in der Startformation gegen den NK Hrvatski dragovoljac und gab somit sein Ligadebüt ab. In der restlichen Saison kam er noch zu fünf weiteren Ligaeinsätzen und spielte er sich Schritt für Schritt auf der Innenverteidigerposition fest. In der Folgesaison wurde er jedoch zunächst wieder nicht berücksichtigt und kam lediglich zu drei Zweitligaeinsätzen. Am Ende der Saison wurde er Zweitligameister und stieg mit Cibalia in die 1. HNL auf.

#### Dinamo Zagreb
2016/17 kam er wieder zu Einsätzen bei Cibalia, verließ den Verein jedoch nach drei Spielen in Richtung Dinamo Zagreb. Bei Dinamo erhielt er di Option auf eine Karriere in der ersten Mannschaft, erhielt jedoch „keine Garantie“. Für die Zweitmannschaft der Dynamos debütierte er am 7. September 2016 (4. Spieltag) gegen den NK Novigrad, als er in die Startelf berufen wurde und die volle Spielzeit auf dem Platz stand. Sein erstes Tor in der 2. HNL schoss er zehn Tage darauf (6. Spieltag) beim 1:1 gegen den NK Lučko Zagreb in der 23. Minute. Für die Profis stand er einmal in der Liga und einmal im Pokal im Kader und kam ohne Einsatz bis ins Pokalfinale des Hrvatski nogometni kup. Zur Saison 2017/18 wurde er in der Zweitmannschaft zum Mannschaftskapitän befördert. Bereits in seinem zweiten Spiel der Saison erzielte er sein zweites Profitor und lief insgesamt 18 Mal auf und erzielte dieses eine Tor. Für die Profis gab er nach fast anderthalb Jahren im Verein sein Debüt im kroatischen Pokal, als beim 6:0-Sieg über den NK Borac Imbriovec über die vollen 90 Minuten spielte. Am Ende der Saison wurde Dinamo Zagreb kroatischer Pokalsieger mit einem Einsatz in der 2. Runde.

#### NK Olimpija Ljubljana
Im Januar 2018 wechselte er für 200 Tausend Euro in die slowenische Prva Liga zum NK Olimpija Ljubljana. Sein Debüt gab er am 25. August 2018 (19. Spieltag) beim 2:1 über den NK Celje, als er 90 Minuten spielte. Zwei Monate später (28. Spieltag) traf er ebenfalls gegen Celje das erste Mal in der Prva Liga. In seiner gesamten Saison in der slowenischen Hauptstadt spielte er 18 Mal und traf dieses eine Mal. Außerdem kam er zweimal im Pokal zum Einsatz und gewann am Ende der Saison das Double aus Pokal und Liga.

#### Rubin Kasan
Nach der Saison 2017/18 zahlte Rubin Kasan 400 Tausend Euro, die durch Bonuszahlungen auf eine Million Euro anwuchsen, um den jungen Kroaten zu verpflichten. Am 29. Juli 2018 (1. Spieltag) debütierte er beim 2:1-Sieg gegen den FK Krasnodar, als er über 90 Minuten im Einsatz war. Nahezu zwei Monate später (8. Spieltag) erzielte er sein erstes Tor beim 2:2 Remis gegen Arsenal Tula, als er den Ausgleich in der Nachspielzeit schoss. Insgesamt lief er in dieser Saison 23 Mal auf und traf einmal. Im Pokal schied er mit Kasan im Viertelfinale gegen Lokomotive Moskau aus. In der Saison 2018/19 etablierte er sich schließlich endgültig in der Innenverteidigung und kam 25 Mal zum Einsatz in der Liga. Gegen Ende der Saison wurde er von Trainer Leonid Sluzki zum Kapitän erklärt. Auch 2020/21 war er absoluter Stammspieler, spielte allerdings auch als Rechtsverteidiger. Ende November / Anfang Dezember 2020 litt er an einer Hüftverletzung und fiel drei Spiele aus. Insgesamt spielte er in jener Spielzeit schließlich 24-mal und das fast immer als Kapitän. Anfang der Folgesaison 2021/22 kam er zu seinem ersten internationalen Einsatz, als er in einem Qualifikationsspiel für die Europa Conference League gegen Raków Częstochowa seine Mannschaft erneut als Kapitän anführte. Bis Ende März 2022 spielte er in der Saison 2021/22 insgesamt 21 Mal und das auch meist als Kapitän. Da Kasan, am letzten Spieltag abstieg und Uremović nur einen gültigen Vertrag für die Premier Liga besaß konnte er den Verein ablösefrei verlassen.

#### Leihe zu Sheffield United
Am 24. März 2022 wurde er infolge des Ausbruchs des Krieges in der Ukraine in die englische Championship an Premier-League-Absteiger Sheffield United verliehen. Dabei nutzten die Blades das Sondertransferfenster für Spieler, die zum Zeitpunkt des Krieges in der Ukraine oder Russland spielten. Dort kam er auf 3 Einsätze. Mit Sheffield verpasste Uremović den Aufstieg in die Premier League in den Play-off-Spielen gegen den späteren Aufsteiger Nottingham Forest.

#### Hertha BSC
Zur Saison 2022/23 wechselte Uremović ablösefrei in die Bundesliga zu Hertha BSC. Der 25-Jährige unterschrieb einen Vertrag bis zum 30. Juni 2026. In seiner ersten Bundesligasaison kam er auf 22 Einsätze und stieg am Ende der Saison mit den Berlinern ab. In der Saison 2023/24 kam er an den ersten vier Spieltagen nicht mehr in der 2. Bundesliga zum Einsatz. Ende August 2023 einigte Uremović sich mit dem Verein auf eine Vertragsauflösung. Unmittelbar danach unterzeichnete er einen Vertrag bei Hajduk Split.

### Nationalmannschaft
Uremović spielte zwischen September 2018 und Juni 2019 neun Mal für die U21-Nationalmannschaft Kroatiens und konnte dabei zwei Tore erzielen. Dabei nahm er an der U21-EM 2019 teil.
Am 8. September 2020 gab er bei der 4:2-Niederlage in der Nations League gegen Frankreich sein Debüt für die A-Nationalmannschaft. Anschließend kam er regelmäßig zum Einsatz und spielte bis zum Ende des Jahres sechs Mal. Dabei kam er bei fünf von sechs Spielen als Rechtsverteidiger zum Einsatz und spielte immer mindestens 40 Minuten und war somit Nachfolger von Šime Vrsaljko.

## Erfolge
Cibalia Vinkovci
- Kroatischer Zweitligameister: 2016

Dinamo Zagreb
- Kroatischer Pokalsieger: 2018

NK Olimpija Ljubljana
- Slowenischer Meister: 2018
- Pokal Slovenije: 2018